# واولا
واولا (به لاتین: Vavla) یک روستا در قبرس است که در ناحیه لارناکا واقع شده‌است.

## خصوصیات
واولا  ۵۲ نفر جمعیت دارد.